# おやすみメモ
『おやすみメモ』は、山口放送（KRY）がテレビ放送において終夜放送を開始するまで、毎日深夜の最終番組終了後に放送していたミニ番組、実質的には放送終了のアナウンス（ID画像・音源）、いわばクロージングである。ラジオでは現在も『お休みメモ』のタイトルで放送が継続されている。
放送終了のアナウンスがミニ番組になることは民放局では極めて珍しい。

## テレビの場合

### 初期
1980年代は、赤ちゃん人形とゆりかご、そしてランプのみの静止画をバックに、女性アナウンサーが『夜も更けて、そろそろ夢路につかれる頃。やまぐちほうそうテレビジョンの放送は、これで、ぜんぶ、しゅうりょうしました。あすもまた、やまぐちほうそうテレビジョンとともに、おたのしみください…』というアナウンスがBGM（トロイメライ/ロベルト・シューマン。仙台放送、岡山放送（テレビ岡山時代）の放送終了にも使われていた楽曲）とともに流れ、翌日のゴールデンタイムの番組（土曜・日曜の日中の番組も含む）を紹介するというものであった。そして「あすも山口放送テレビジョンでお楽しみください」「もう一度戸締り火の元を・・・」の表示をしつつ『ではもう一度、お休み前に火の元、戸締りをお確かめの上、安らかな眠りを』アナウンスを流し、無線局運用規則に基づく局名告知を行った後、「楽しい夢をどうぞ…」というテロップと馬車のイラストが示されて終了（数秒後にカラーバーに）。

### 中期
1990年前後(おそらく1985年10月以降?)は、人形を使って描かれた、赤ちゃんがゆりかごで寝ているところを両親が見ている風景の静止画と、比較的静かな『KRY おやすみ…』という女性歌手によるテーマソングをバックに、翌日の主な番組を紹介する形となり、歌が終わらないうちに「おやすみメモ　終」→「楽しい夢をどうぞ…」（後期は2体のぬいぐるみの静止画）。最後に、JOPF-TV・JOPM-TVのロゴの入った静止画をバックに『JOPF-TV、山口放送テレビジョン、JOPM-TV、山口放送・関門テレビジョンです』（ナレーション：池内博子アナウンサー）というアナウンスを流し放送終了となるものだった。

### 後期
おそらく局キャラクターであるマウ・ミウ登場辺りからの後期は、明確な『おやすみメモ』という形での放送はなくなり、通常のクロージング形式に移行。番組紹介はオープニングともども取り止められた。その後2000年から24時間放送に移行したこともあり、このバージョンは『おやすみメモ』としては含まれないこともある。
オルゴールによるBGMが流れ、最初に夜の局舎が映され、その後カメラがパンダウンし、夜の徳山市内の様子が映る。山陽新幹線の列車が走り、国道2号を車が通過している頃には局のチャンネル数がロールで流れ、最後に「もう一度 火の元 戸締りを…」→「JOPF-TV（改行）JOPM-TV」と表示されて終了していた（当初コールサイン表示が無かった時期もあった）。
なお、全体を通して、KRYの全局チャンネルが表示されたのはこのバージョンのみで、あとはコールサイン紹介のみである（オープニングに至っては一度も流されていない）。

## ラジオの場合
1990年代は、アラン・モリゾー「Belinda」をバックに、本局及び各中継局の周波数のアナウンスと、『これで、今日の放送を終わります』というコメントが、女性アナウンサーによって行われ、その後、『KRY おやすみ…』という女性歌手によるテーマソング（テレビと同じもの）が流れて、放送が終わるというパターンであった。
1980年代初頭においては、女性アナウンサーによる周波数アナウンス及び『これで、今日の放送を終わります』のコメントまでは前述と同じだが、冒頭において『J・O・P・F』のコールサインも挿入されていた。また、テーマソングは存在せず、バックの音楽にはチェロの独奏による暗めのもの（ガブリエル・フォーレ作曲「夢のあとに」）を使用していた（これがCBCラジオの『今様ED』に匹敵するほどの怖さだったリスナーもいる）。
なお当時は、平日は深夜1時より1時間番組だった「ヤングタウンAM」を放送し、深夜2時に一日の放送を終了していた。深夜2時台での放送終了は、当時の国内中波局では、唯一この局のみであった（当時はまだ全国に、平日及び土曜日深夜に放送休止時間を設ける中波の民放局が点在していたが、ネット受けした「オールナイトニッポン1部」が終わる深夜3時で、一日の全番組を終了するパターンが多かった）。

## 現在（番組表での表記）
現在、山口放送はラジオ（日曜深夜を除く）・テレビ（周南本社あるいは大平山送信所の大規模工事施行時を除く）とも24時間放送を実施している。
テレビではエンディング画像が日テレNEWS24の放送開始前のジャンクションとして放送されている程度で、「おやすみメモ」は番組表に表記されていない。
一方ラジオでは、番組表に「お休みメモ」のタイトルの一番組として表記されており、毎週日曜日深夜（月曜未明）の放送終了時に放送されているが、BGMなしで周南本局および県内全中継所のコールサイン（周南本社および萩・岩国・下関の各中継所のみ）・周波数アナウンス、FM補完放送の周波数アナウンスと『ここでしばらくおやすみをいただきまして、朝4時から放送を開始します、おやすみなさい。』のコメントを述べている程度のものが放送されている。